# Dési Bouterse
Desiré Delano „Dési” Bouterse [ˈdeːsiː ˈbʌʊ̯təɾsə] (n. 13 octombrie 1945, Domburg⁠(d), Wanica, Surinam – d. 23 decembrie 2024) a fost un politician din Surinam, care din 12 august 2010 până în 2020 a fost președintele statului.

## Biografie
S-a născut la Domburg, Wanica în 13 octombrie 1945. Liderul loviturii de stat din anii 1980 și 1990, dictatorul efectiv din Surinam în anii 1980-1988 și 1990-1991.